# Quai des Carrières
Le quai des Carrières est une voie de Charenton-le-Pont, en France.

## Situation et accès
Le quai des Carrières débute 2 avenue de la Liberté dans le prolongement du quai de Bercy après le passage sous le pont. Il marque le début de la rue des Bordeaux, face à la passerelle industrielle d'Ivry-Charenton, de la rue Victor-Hugo puis de la Rue de l'Embarcadère, passe sous la ligne de Paris-Lyon à Marseille-Saint-Charles et sous la rue Arthur-Croquette, et se termine au pont de Charenton. 
Il longe l’autoroute A 4 parallèlement au quai de Charenton ou chemin de l’ancienne écluse  situé au bord de la Seine de l’autre côté de cette autoroute. Il fait partie de la route départementale 103.

## Origine du nom
Son nom est dû aux carrières de pierres, dont certaines ont été utilisées dans la construction de Notre-Dame et du château de Vincennes, et qui étaient exploitées jusqu’au XIXe siècle dans la colline surplombant l'ancienne rue des Carrières parallèle au quai.  

## Historique
Avant la construction de l’autoroute A4, le quai des Carrières se limitait à la partie entre le quai de Bercy  (avenue de la Liberté) et la rue de l'Embarcadère et se prolongeait par le quai de Charenton jusqu’au pont. 
Dans sa partie ouest (ou aval), de l’avenue de la Liberté à la limite des no 76 et 78 (un peu en aval du débouché de la Villa Bergerac), il longeait les jardins du château de Conflans et de l’ancien séminaire (antérieurement, de 1653 à 1793, monastère des Bénédictines) en contrebas de ce parc. L’ancien parc était  au XIXe siècle et au début du XXe siècle un terrain vague où a été construit en 1935 un ensemble d’immeubles HBM.

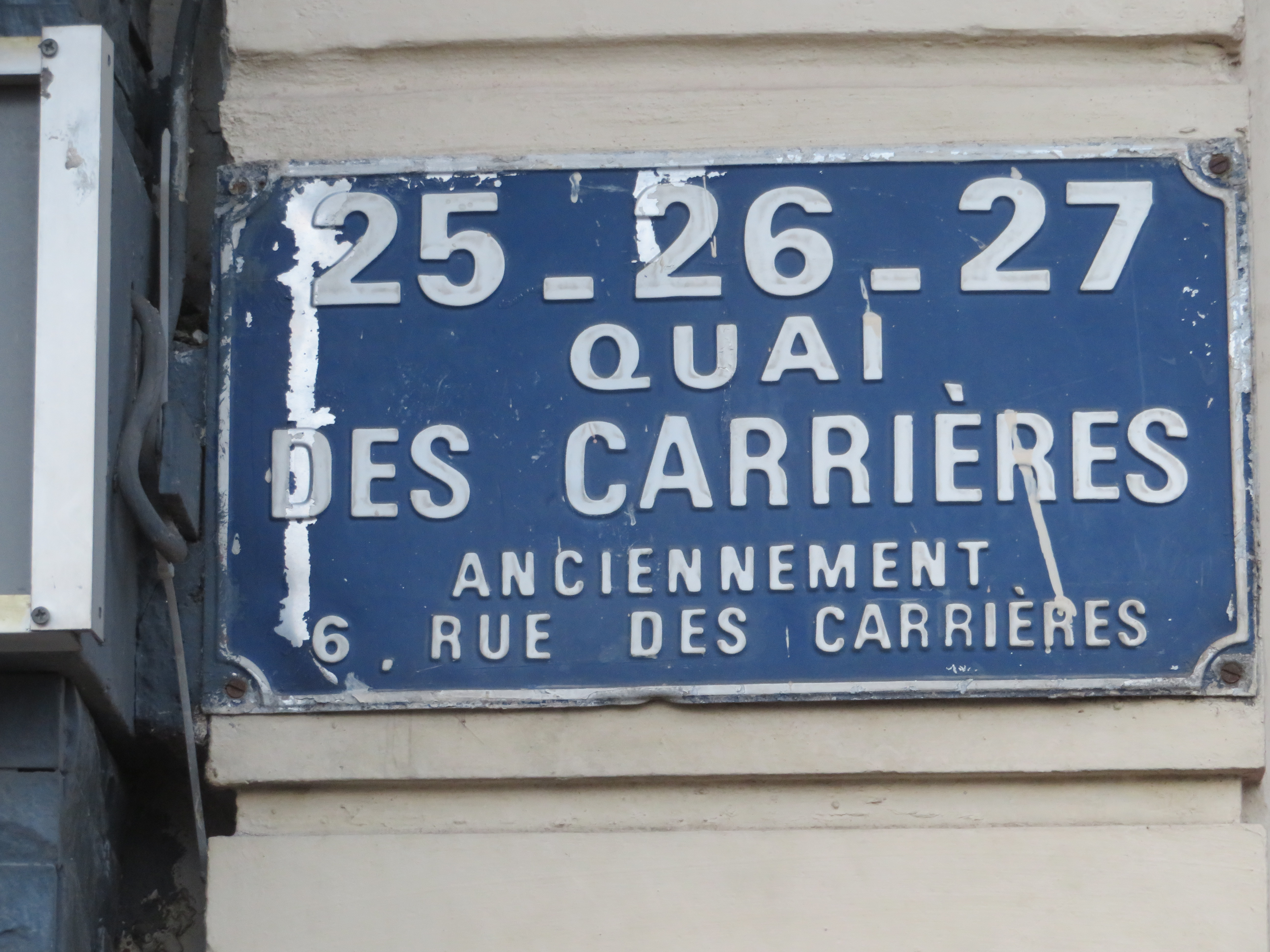
Quai des Carrières ancienne rue des Carrières

Dans sa partie centrale, le quai était bordé par des maisons de la rue des Carrières. Cette rue a été supprimée par les travaux entrepris de 1963 à la fin des années 1970 pour la construction de l’autoroute A4. Ces travaux ont fait disparaitre l’ensemble des immeubles de cette très ancienne rue, à l’exception de ceux de sa rive nord (côté ville) entre la rue Victor-Hugo et la rue de l’Embarcadère. Avant ces travaux, le quai était à l’emplacement actuel de l’autoroute. Sur le tronçon entre ces deux rues, le quai surplombait le bassin du canal de Saint-Maurice comblé au début des années 1950 pour le passage de la route nationale 4 remplacée en 1970 par l’autoroute.
En amont de la rue de l’embarcadère, le quai des Carrières est approximativement à l’emplacement de l’ancien quai de Charenton qui surplombait le bassin de l'ancien canal, l’environnement ayant également été transformé par la construction du viaduc du métro.

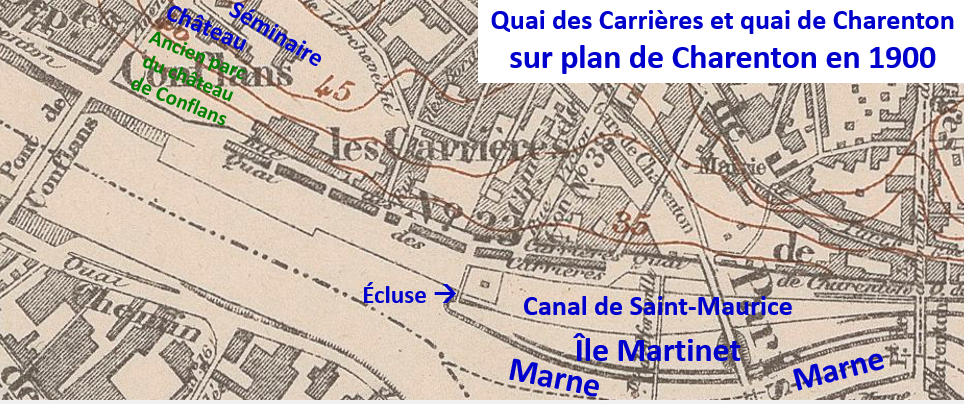
Quai des Carrières en 1900

## Le quai des Carrières dans la littérature
L'action du roman L'Écluse numéro 1 de Simenon se déroule en 1933  principalement quai des Carrières et rue des Carrières (disparue vers 1970) dans le milieu des mariniers dont les péniches étaient amarrées dans le bassin du canal Saint-Maurice, nommé « canal de la Marne », en amont de l'écluse de Charenton.